# Frustuna kyrka

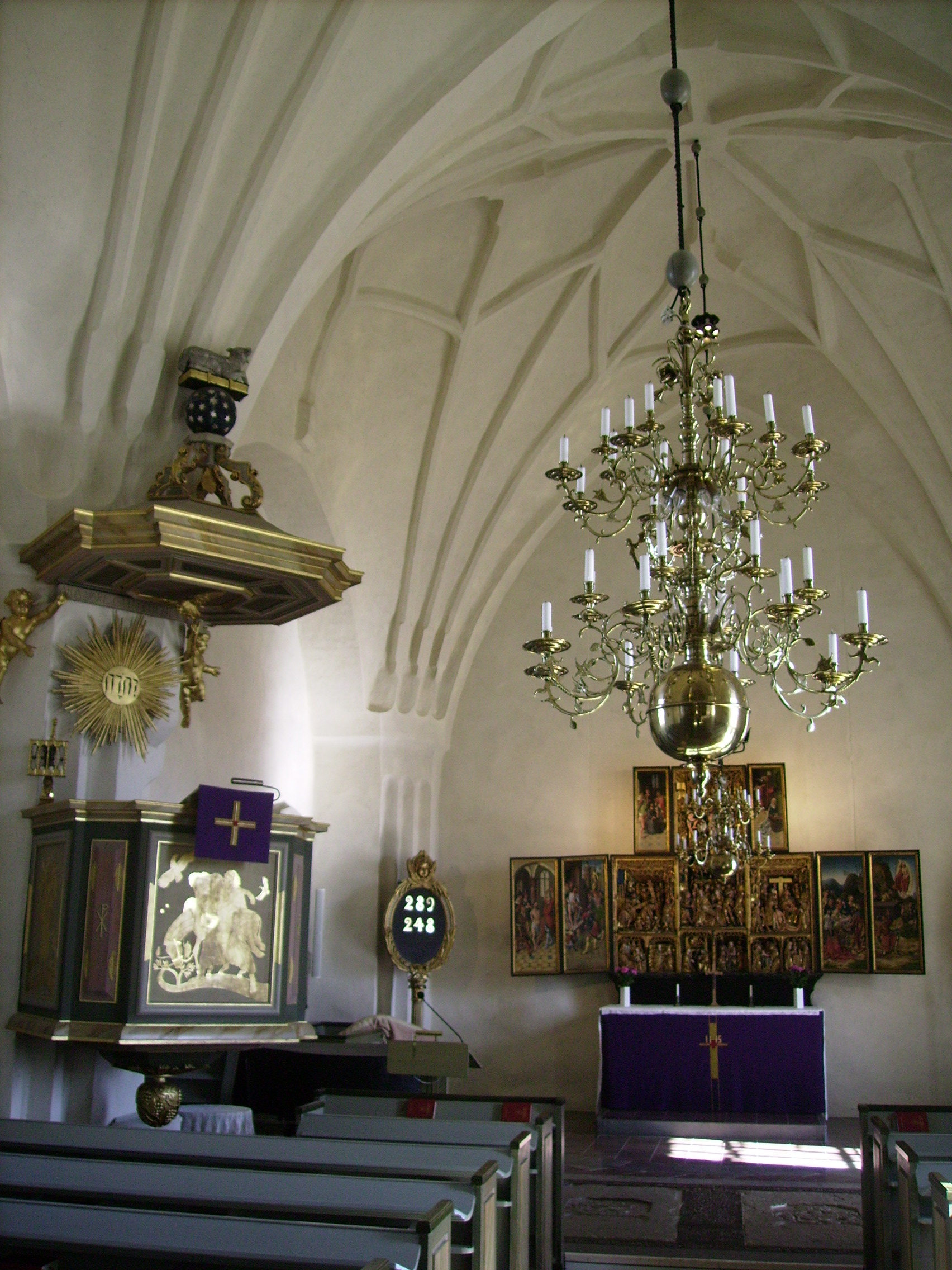
Frustuna kyrka interiör, mars 2009

Frustuna kyrka är en kyrkobyggnad i Frustuna församling i Strängnäs stift.

## Kyrkobyggnaden
Kyrkan uppfördes på 1100-talet i natursten och bestod från början av långhus, smalt kor och västtorn. Kyrkan byggdes om under 1300- och 1400-talet, så att den blev större, fönster togs upp och kyrktornet förhöjdes. Även en sakristia byggdes till. Ombyggnaderna av kyrkan fortsatte då tornspiran ersattes av sadeltak på 1600-talet. Under mitten av 1790-talet förstorades kyrkans fönster. Det tidigare spåntaket ersattes 1801 av ett tegeltak. Vapenhuset revs omkring 1800. 1897 genomgick kyrkan en ombyggnad under ledning av Fredrik Lilljekvist då den äldre tornhuv, uppsatt 1801 ersattes av den nuvarande lägre. I samband med den togs även ett runt fönster upp på östgaveln. En predikstol och bänkar i gotisk stil sattes in i kyrkan, samtidigt som den gavs vägg- och valvmålningar i liknande stil. I samband med en ny restaurering 1939–1940 återställdes mycket av förändringarna i samband med renoveringen på 1890-talet. Interiören får sin karaktär av de vackra senmedeltida stjärnvalven och altarskåpet.

## Inventarier
- Dopfunten av sandsten är sannolikt från 1100-talet och består av två delar cuppa och fot. Under senare tid låg dopfunten utkastad på kyrkogården. 1868 överlämnades den som gåva av församlingen.
- Altarskåpet tillverkades i Antwerpen 1510.
- Predikstolen skapades i samband med restaureringen 1939–1840 och här försedd med reliefer av Gunnar Torhamn. I den har inkomponerats delar av den gamla predikstolen från 1708. Den avlägsnades i samband med renoveringen 1897.
- Två nummertavlor härrör från början av 1700-talet
- Tre malmljuskronor, av vilka en skänkts till kyrkan av Beata Rosenstierna 1661

## Gravhällar
- I norra korväggen, till vänster om ingången till sakristian finns inmurad en gravsten av Sigvard Kruse (död 1571) och hans hustru (död 1588) på Lundby säteri.
- Framför altarringen finns två kalkstenshällar omgivna av ramar i gjutjärn, lagda över Jesper Ehrencreutz och hans hustru Gunborg Thomasdotter Andersén. Mellan hällarna om är prydda med namn, levnadsdata och deras vapen finns också namnet på Jespers mor och åtta barn och åtta syskon som avlidit i späd ålder och begravts under hällen.
- I långhuset söder om ingången finns en gravhäll från 1646 för Carl IX:s hovstallmästare Carl Rossfelt, hans hustru och sonhustru.
- På långhusväggen finns även en gravhäll från 1604 med namnet Lars Andersson och ett bomärke inom kartusch.

## Kyrksilver
- En kalk i helt förgyllt silver och en cylindrisk vinkanna, båda prydda med alliansvapen för ätterna Kruus och Horn samt initialerna E. K. - K. H. Vinkannan har även inskriften: Johannes Mathiae pastor Frust : 1648.
- En rikt ornerad silverkanna, i locket prydd med en infälld medalj med porträtt av Gustav II Adolf och Maria Eleonora, i botten infattad en medalj slagen till hundraårsminnet av Uppsala möte 1693 och inititialerna från donatorerna Johan Rossfelt och Maria Wång. Medaljen från 1693 är senare ditfogad och kannan är ursprungligen från tidigt 1600-tal.
- En oblatask i silver med ätten Rossfelts vapen, initialerna I.R.F och årtalet 1652.

### Orgel
- 1845 bygger Gustaf Andersson, Stockholm en orgel med 8 stämmor. Kyrkans första orgel.
- 1925 bygger E A Setterquist & Son, Örebro en orgel med 15 stämmor, två manualer och pedal. Orgeln byggdes om 1936 och 1940 av Åkerman & Lund, Stockholm, och 1950 av Olof Hammarberg, Göteborg.
- Den nuvarande orgeln byggdes 1980 av Walter Thür Orgelbyggen AB, Torshälla. Den har 25 stämmor, fyra fria kombinationer och är mekanisk. Fasaden härstammar från den orgel som byggdes 1845.

| Huvudverk I     | Svällverk II      | Pedal         | Koppel |
| Principal 8´    | Rörflöjt 8´       | Subbas 16´    | I/P    |
| Gedackt 8´      | Fugara 8´         | Oktavbas 8´   | II/P   |
| Oktava 4´       | Voix Celeste 8´   | Gedacktbas 8´ | II/I   |
| Spetsflöjt 4´   | Principal 4'      | Oktavbas 4´   |        |
| Kvinta 2 2/3'   | Gedacktflöjt 4'   | Nachthorn 2'  |        |
| Oktava 2'       | Nasard 2 2/3'     | Fagott 16'    |        |
| Mixtur 4-5 chor | Waldflöjt 2'      | Clairon 4'    |        |
| Trumpet 8'      | Ters 1 3/5'       |               |        |
|                 | Oktava 1'         |               |        |
|                 | Oboe 8'           |               |        |
|                 | Tremulant         |               |        |
|                 | Crescendosvällare |               |        |

## Omgivning
Frustuna by låg på kullen väster om kyrkan. Där finns några av byns hus, en parstuga med två flyglar troligen från 1700-talet.
Intill kyrkogårdens norra grind står runstenen Sö10 uppställd. Stenen var fram till 1885 en del av golvet i kyrkans sakristia. Stenens inskription lyder i översättning till modern svenska: "Ingemar och Ingemund och Svenung, de läto resas stenen efter Jarl, sin gode fader. Gud hjälpe hans ande."
Prästgården Frönäs ligger granne med kyrkan och boningshuset, nu församlingshem, är en villa från 1875. Sockenstugan ligger i vinkel och vid den öppna planen framför kyrkan står kyrkstallet. Som en följd av boställsordningen 1910, vilken innebar att prästerna upphörde att ha sin utkomst från prästgårdens jordbruk, uppfördes 1915 arrendatorbostad och ekonomibyggnader på höjdsträckningen söder om kyrkan.
En scoutgård, Frustunaby, ligger intill kyrkan.